# Pseudaspius leptocephalus
Pseudaspius leptocephalus és una espècie de peix cipriniforme de la família dels ciprínids.

## Morfologia
- Els mascles poden assolir 68 cm de longitud total i 3.700 g de pes.[2][3]

## Alimentació
Menja peixets.

## Hàbitat
És un peix d'aigua dolça i de clima temperat.

## Distribució geogràfica
Es troba a la conca del riu Amur, Sakhalín i Mongòlia.